# 厦门市第二外国语学校
厦门市第二外国语学校，原名厦门市同安第二十八中学，成立于1995年，是中华人民共和国福建省厦门市同安区的一所完全中学。

## 学校荣誉
2013年，福建省一级达标高中
2017年，福建省体育传统特色项目学校